# Päärdu
Päärdu – wieś w Estonii, w prowincji Rapla, w gminie Vigala.